# Chêne-Bourg
Chêne-Bourg är en ort och kommun i kantonen Genève, Schweiz. Kommunen har 9 450 invånare (2023).
Chêne-Bourg är en förort till staden Genève och ligger i stadens sydöstra del, mycket nära gränsen till Frankrike. Med en yta på 1,28 km² är den kantonens till ytan minsta kommun.